# Susanne Kilgast
Susanne Kilgast (* 17. Mai 1961 in Hamburg) ist eine deutsche Betriebswirtin, Kulturmanagerin und Politikerin (SPD). In den Jahren 2013 bis 2015 war sie Mitglied der Hamburgischen Bürgerschaft.
Susanne Kilgast trat im Jahr 1996 der SPD bei und engagierte sich im Stadtteil St. Georg. In den Jahren 2001 bis 2013 gehörte sie der Bezirksversammlung Hamburg-Mitte an. Am 22. Oktober 2013 rückte sie für den in den Bundestag gewählten Abgeordneten Metin Hakverdi in die Bürgerschaft nach. Dort war sie Mitglied des Ausschusses Öffentliche Unternehmen, des Umweltausschusses und des Parlamentarischen Untersuchungsausschusses Elbphilharmonie. Bei der Bürgerschaftswahl 2015 kandidierte sie auf Platz 30 der SPD-Landesliste, errang jedoch kein Mandat.